# Thomas Stoltzer
Thomas Stoltzer (né à Schweidnitz (Silésie), aujourd'hui Świdnica en Pologne vers 1470, mort en 1526 ou 1544) est un compositeur allemand de la Renaissance. Il a acquis une grande réputation en Europe centrale et dans les pays germaniques.

## Biographie
Il travaille en Silésie puis entre au service les rois de Hongrie. 
Marie de Hongrie lui demande la mise en musique du psaume 37 de Martin Luther car il est son maître de chapelle. C'est le premier motet polyphonique de musique sacrée non écrit en latin.

## Œuvres
Il a composé des œuvres essentiellement polyphoniques à caractère religieux ou profane. Son style s'apparente à Heinrich Finck, son maître, et à Heinrich Isaac.